# Sven Zetterlund
Sven Zetterlund född 28 juli 1948, är filmare, fotograf och författare.
Sven Zetterlund har tillsammans med sin hustru Ingegerd bland annat givit ut boken Masai Mara, på äventyr bland vilda djur och massajer. Boken fick av Biblioteksföreningen Carl von Linné-plaketten som bästa fackbok för barn och ungdom 2004. I samband med bokens produktion förolyckades Ingegerd i Kenya 2002 och Sven har därefter startat en minnefond, Mama Zebra Memorial Fund, som stöder barnen i massajland. Tillsammans med Ingegerd har Sven också producerat böckerna Simba  och De vilda djurens rike som båda fick utmärkelsen Årets Pandabok för barn och ungdom. Sven har också skrivit en bok tillsammans med danskan Linda Rasmussen som förlorade sin make i en olycka i Tanzania vid samma tid som Svens hustru förolyckades. Boken I Afrikas grepp berättar om parets märkliga möte och liv tillsammans efter olyckorna. Tillsammans med Linda driver Sven Afrikahuset sedan 2006.

## Priser och utmärkelser
- Årets Pandabok Barnboksklassen) 1998
- Årets Pandabok (Barnboksklassen) 2002
- Carl von Linné-plaketten 2004